# ۶۹۱ (خورشیدی)
۶۹۱ ششصد و نود و یکمین سال هجری خورشیدی است.